# Aziz Mekouar
Pour les articles homonymes, voir Mekouar.
Aziz Mekouar (né le 13 novembre 1950 à Fès) est un diplomate marocain, qui a été ambassadeur aux États-Unis d'Amérique, en Italie, au Portugal et en Angola. Il a également été président indépendant du Conseil de l'Organisation des Nations unies pour l'alimentation et l'agriculture (FAO), conseiller spécial de la présidence à la Banque marocaine du commerce extérieur (BMCE) et membre du conseil d'administration de la Bank of Africa. En 2016, Il est nommé au Comité de Pilotage en tant qu'ambassadeur aux Négociations Multilatérales de la COP22,.
Le 21 juin 2018, il présente ses lettres de créance au Président chinois Xi Jinping.

## Vie privée
Aziz Mekouar est membre de la très aristocratique famille Mekouar de Fès qui comprend des personnages historiques tels que Haj Taoudi Mekouar (1189), Hajj Mohamed Mekouar (1263) et Haj Haddou Mekouar (1232) qui ont fondé une riche lignée de personnalités éminentes du gouvernement et des affaires à travers l'histoire du pays, et qui ont obtenu des privilèges « Dahir » de plusieurs dynasties de sultans,.
Aziz Mekouar est le petit-fils du nationaliste marocain Haj Ahmed Mekouar (1892-1988), qui est surtout connu pour être le premier signataire de la Proclamation d'indépendance des Français, une cérémonie qui s'est déroulée au Palais Mekouar à Fès. Il est l'arrière-arrière-petit-fils de Haj Ahmed Mekouar (1819-1886), consul honoraire de Grande-Bretagne et propriétaire d'un conglomérat commercial de sucre et de textile avec la France et le Royaume-Uni, et l'arrière-petit-neveu du ministre des Affaires étrangères Haj Mohammed Mekouar. Aziz est le fils de Haj Tahar Mekouar, qui a servi comme ambassadeur à Lisbonne et à Rome puis comme directeur du protocole diplomatique auprès du roi Hassan II, et de Hajjah Aïcha Benjelloun. Par sa mère, il est le petit-fils de l'ancien ministre des Finances et ministre de la Justice Abdelkader Benjelloun et le cousin germain du magnat des affaires Othman Benjelloun. Sa grand-mère maternelle est issue de la lignée Khrifia des descendants du prophète Mahomet,.
Il est marié à l'aristocrate italienne, la marquise Maria Felice Cittadini Cittadini Cesi et a un fils,.
Aziz Mekouar est membre de plusieurs clubs, tels que le Metropolitan Club à Washington DC et le Chevy Chase Club à Bethesda MD.

## Éducation
Aziz Mekouar a fréquenté le Lycée Français Chateaubriand à Rome, le Lycée Français Charles Lepierre à Lisbonne, et a suivi les classes préparatoires au Lycée Louis le Grand, et a obtenu un diplôme d'études supérieures de HEC Paris en 1974.
Il parle couramment l'arabe, l'anglais, le français, l'italien, le portugais et l'espagnol.

## Carrière
Aziz Mekouar a été ambassadeur du Maroc en Angola (1986-1993) et au Portugal (1993-1999). M. Mekouar a été ambassadeur en Italie, à Malte, en Albanie et dans l'Ordre souverain de Malte (1999-2002). Il a été élu président indépendant du Conseil de l'organisation pour l'alimentation et l'agriculture (FAO) en novembre 2001 et réélu en 2003. Il avait auparavant été nommé ambassadeur aux États-Unis du 19 juin 2002 à 2011. Il a participé à la négociation de l'accord de libre-échange entre les États-Unis et le Maroc et du Millennium Challenge Account dans lequel les États-Unis ont accordé 697 millions de dollars américains pour des projets de développement marocains.
Depuis 20 avril 2018, il occupe le poste d'ambassadeur du Maroc en Chine,.
Aujourd'hui, il est conseiller indépendant et consultant pour un certain nombre d'entreprises différentes.

## Activités interreligieuses
En tant qu'ambassadeur Mekouar a fait de la sensibilisation des juifs et chrétiens évangéliques l'une de ses priorités, il a aidé à organiser de nombreux événements favorisant la compréhension entre chrétiens et musulmans.

## Autres fonctions
Au cours de sa carrière, M. Mekouar a également occupé d'autres postes à responsabilité, notamment:
- Ministre plénipotentiaire au Ministère des Affaires étrangères et de la Coopération au Maroc (1985-1986).
- Représentant permanent du Maroc auprès du Bureau international des technologies de l'information (1978-1985).
- Premier conseiller et chef de mission adjoint à l'ambassade du Maroc à Rome (1977-1985).
- Président du comité financier de l'Organisation des Nations Unies pour l'alimentation et l'agriculture (FAO) Membre et chef des délégations marocaines à plusieurs conférences internationales (1999-2005).
- Président du Groupe africain des organisations des Nations unies à Rome (2000-2005).
- En 2008, Mekouar a été nommé membre du conseil d'administration d'Amorfix Life Sciences, une société de théranostique développant des produits thérapeutiques et des dispositifs de diagnostic ciblant les maladies à protéines mal repliées.

## Publications
- Thèse sur les pêcheries et leur contribution au développement de l'Argentine (1973).
- Etudes sur "Asia-Dollar" et son impact futur sur le développement de l'Asie du Sud-Est (1974).
- 30 ans de politique intérieure italienne (1983).
- 30 ans de politique étrangère italienne (1983).

## Décorations
- Grand-croix de l'Ordre du Mérite du Portugal.
- Grand Croix de l'Ordre Militaire du Christ (Portugal).
- Grand-Croix de l'Ordre du Mérite d'Italie.